# Кременага
Кременага, Кременаґа (італ. Cremenaga) — муніципалітет в Італії, у регіоні Ломбардія,  провінція Варезе.
Кременага розташована на відстані близько 550 км на північний захід від Рима, 70 км на північний захід від Мілана, 20 км на північ від Варезе.
Населення — 808 осіб (2014).

## Демографія
Населення за роками:

Станом на 1 січня 2023 року в муніципалітеті офіційно проживали 64 іноземці з 21 країни, серед них 13 громадян країн Євросоюзу та 2 громадяни України.

## Сусідні муніципалітети
- Кадельяно-Віконаго
- Кульяте-Фаб'яско
- Луїно
- Монтеджо
- Монтегрино-Вальтравалья